# Le Grand Escogriffe
Pour plus de détails, voir Fiche technique et Distribution.
Le Grand Escogriffe est une comédie italo-française réalisée par Claude Pinoteau et sortie en 1976.
Lors des Césars 1977, Claude Brasseur remporte le César du meilleur acteur dans un second rôle pour son rôle d'Aristide Zani.

## Synopsis
Un vieil escroc sur le retour, Émile Morland, convainc son ancien complice Aristide de l'aider à enlever le jeune fils de Rifai, un armateur millionnaire. Morland engage Amandine, une jeune comédienne et loue à un certain Tony un charmant bambin nommé Alberto. L'objectif est d'échanger le fils de Rifai contre Alberto et de demander ensuite une rançon à son père. Mais, contre toute attente, Rifai refuse de payer et, trouvant qu'Alberto est un enfant beaucoup plus charmant que son pleurnichard de fils, préfère le garder à la place de celui-ci.

## Fiche technique
- Titre original français : Le Grand Escogriffe
- Titre italien : Il genio
- Réalisation : Claude Pinoteau
- Scénario : Jean Herman, d'après le roman policier humoristique Rapt (Snatch !) publié en 1969 par l'écrivain sud-africain Rennie Airth
- Dialogue : Michel Audiard
- Image : Jean Collomb
- Montage : Fedora Zincone
- Musique : Georges Delerue
- Sociétés de production : Da Ma Produzione, Fildebroc, Gaumont International, Metheus Film, Productions 2000
- Pays de production :  France -  Italie
- Langue originale : français
- Format : couleur par Eastmancolor - Son mono - 35 mm
- Durée : 100 minutes
- Genre : comédie
- Sortie : 
  - France : 1er décembre 1976
  - Italie : février 1977

## Distribution
- Yves Montand : Emile Morland alias Marc-Antoine
- Agostina Belli : Amandine
- Claude Brasseur : Aristide « Ari » Bronsky alias Aristide Zani
- Aldo Maccione : Tony
- Adolfo Celi : Youssouf Rifaï
- Valentina Cortese : Catherine la veuve russe
- Guy Marchand : Marcel
- Ely Galleani : Dorothée

## Anecdotes
La concierge au début du film est doublée par Marthe Villalonga.

## Distinctions

### Récompenses
- Césars 1977 : César du meilleur acteur dans un second rôle pour Claude Brasseur (ainsi que pour le film Un éléphant ça trompe énormément)[n 1]

### Nominations
- César 1977 : César de la meilleure musique écrite pour un film pour Georges Delerue

## Critiques
Pour le magazine Télé 7 jours, Le Grand Escogriffe a pour atouts « des dialogues savoureux, le brio et la désinvolture d'Yves Montand, une mise en scène pétillante. Un excellent divertissement ».